# Fagaropsis glabra
Fagaropsis glabra là một loài thực vật có hoa trong họ Cửu lý hương. Loài này được Capuron mô tả khoa học đầu tiên năm 1961.